# Соколівський повіт
Соколівський повіт (пол. powiat sokołowski) — один з 37 земських повітів Мазовецького воєводства Польщі. Утворений 1 січня 1999 року в результаті адміністративної реформи.

## Загальні дані
Повіт знаходиться у східній частині воєводства. Адміністративний центр — місто Соколів-Підляський. Станом на 1.01.2008 населення становить 56 414 осіб, площа 1131,06 км².

## Демографія
Демографічні дані повіту станом на 13 listopada.2005:
|       | Всього | Всього | Жінки  | Жінки | Чоловіки | Чоловіки |
| ----- | ------ | ------ | ------ | ----- | -------- | -------- |
|       | осіб   | %      | осіб   | %     | осіб     | %        |
| Повіт | 61 214 | 100    | 30 937 | 50,6  | 30 277   | 49,4     |
| Міста | 21 638 | 100    | 11 260 | 52,1  | 10378    | 47,9     |
| Села  | 39 576 | 100    | 19 677 | 49,7  | 19 898   | 50,3     |